# 안동고등학교 축구부
안동고등학교 축구부(Andong High School Football Club)는 대한민국 경상북도 안동시에 있었던 축구단이다. 안동고등학교가 운영했던 U-18 축구단이며, 1984년에 창단되고 2016년에 해단되었다.

## 시즌별 성적
| 시즌 | 대회                      | 참가 | 경기 | 승 | 무 | 패 | 득 | 실 | 차 | 승점 | 순위 |
| ---- | ------------------------- | ---- | ---- | -- | -- | -- | -- | -- | -- | ---- | ---- |
| 1989 | 춘계 전국고등학교축구대회 | 40   |      |    |    |    |    |    |    |      |      |

## 참고 문헌
- “KFA 통합경기정보 시스템”. 대한축구협회.
- 〈안동고등학교 축구단〉. 《디지털안동문화대전》. 한국학중앙연구원.

## 같이 보기
- 안동고등학교
- 예일메디텍고등학교 축구단